# Хусейн, Саддам (футболист)
Садда́м Хусе́йн (урду صدام حسين‎; 10 октября 1993 года, Карачи, Пакистан) — пакистанский футболист, полузащитник. С 2011 года выступает за национальную сборную Пакистана. Один из капитанов этой сборной.
Начинал карьеру в 2009 году в клубе ПИА. Далее выступал за КРЛ, за кыргызстанский «Дордой», бахрейнский «Мадинат-Иса», северокипрский «Генчлер Бирлиги». Затем вернулся в КРЛ.
В течение нескольких лет играл за молодёжную сборную Пакистана. Дебют в национальной сборной Пакистана состоялся 1 марта 2011 в товарищеском матче против сборной Палестины.